# باشد که رفاه مردم بالاترین قانون باشد

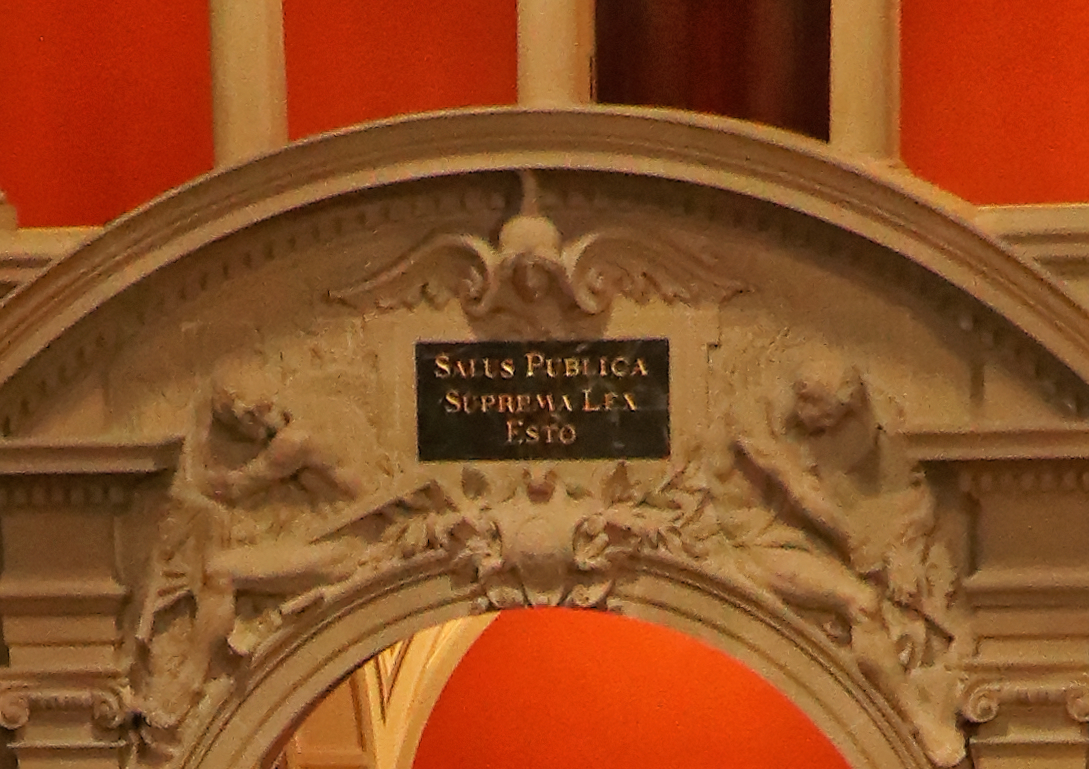
Salus publica suprema lex esto (بایسته‌است رفاه عمومی بالاترین قانون باشد) در پارلمان سوئیس

شعار لاتین Salus populi suprema lex esto یک مَثل یا قاعده است که در کتاب سیسرون به‌نام در باب قوانین (کتاب سوم، بخش سوم، زیل هشتم) بیان شده و برگردان تحت‌اللفظی آن چنین است: «سلامتِ (رفاه، امنیت، فوز) مردم باید بالاترین قانون باشد» یا «بایسته‌است که خوشیِ (یا امنیت) مردم قانون اعلی باشد».

## کاربردها
در ایالات متحده آمریکا این جمله شعار ایالت میزوری و دانشگاه میزوری است و همچون بسیاری از ایالات دیگر این کشور، در نشان ایالتی این ایالت نقش بسته‌است. این شعار نیز به عنوان شعار شهر مناسس پارک، ویرجینیا به‌کار رفته‌است.
این شعار همچنین در بسیاری از نشان‌ها و معمولاً در اشکال دیگری همچون Salus populi suprema lex (رفاه مردم بالاترین قانون) یا Salus populi suprema est (رفاه مردم بالاتر از همه) دیده می‌شود. از جملهٔ این نشان‌ها در بریتانیای کبیر عبارتند از منطقه لویشام لندن، منطقه هرو لندن، ایست‌لی، سالفورد، اورمستون، لیتهام سنت آنس، ساوت‌پورت و ویلنهال.
جان لاک از این شعار در شکل Salus populi suprema lex به‌عنوان چکیدهٔ دو رساله درباره حکومت خود استفاده کرده، از آن به عنوان یک مسئولیت اساسی دولت یاد می‌کند. شعار مزبور در شیپورهای راندهدها و ویلیام رینزبوروی برابرساز در جریان جنگ‌های داخلی انگلستان نقش بسته‌بود. این شعار همچنین توسط توماس هابز در مقدمهٔ فصل سی‌اُم لویاتان و توسط اسپینوزا در فصل نوزده‌اُم کتابش رساله الهی سیاسی امضاء شده‌است.
این شعار در شکل Salus populi est suprema lex (رفاه مردم بالاترین قانون است) حداقل از سال ۱۷۳۷ به دفعات معتنابهی نقل شده‌است.
شکل تحریف شدهٔ آن «Salus publica suprema lex» (رفاه عمومی بالاترین قانون) نیز به‌عنوان چکیدهٔ سومین جزوهٔ جنبش رز سفید مورد استفاده قرار گرفت.